# Rhytidiopsis robusta
Rhytidiopsis robusta là một loài Rêu trong họ Hylocomiaceae. Loài này được (Hook.) Broth. miêu tả khoa học đầu tiên năm 1908.

## Hình ảnh

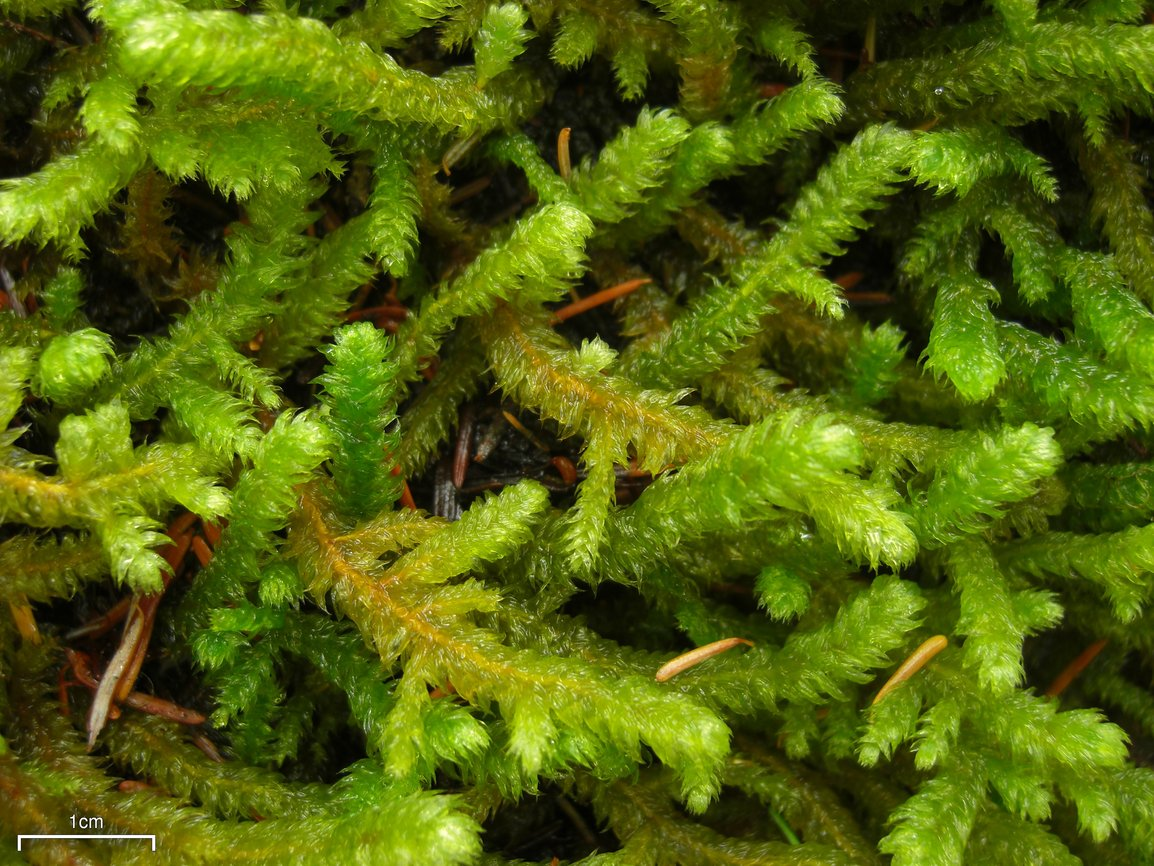